# 19293 Дедекінд
19293 Дедекінд (19293 Dedekind) — астероїд головного поясу, відкритий 18 липня 1996 року.
Тіссеранів параметр щодо Юпітера — 3,596.